# Forêt nationale de Coronado
La forêt nationale de Coronado est une forêt fédérale protégée située en Arizona et au Nouveau-Mexique, aux États-Unis.
Elle s'étend sur une surface de 7 200 km2 et a été créée le 11 avril 1902.